# 2MASS J18082002−5104378
2MASS J18082002−5104378 (en abrégé J1808−5104) est un système binaire spectroscopique à raies simples (SB1), ultra pauvre en métaux (« Ultra Metal Poor »), situé dans la constellation de l’Autel (Ara en latin), à environ 600 pc (∼1 960 al) de la Terre,
Ses composantes A et B, 2MASS J18082002−5104378 A et 2MASS J18082002−5104378 B, sont les plus anciennes étoiles connues en 2025, âgées d'environ 13,53 ±0,002 milliards d'années.
Elles font partie peut-être des premières étoiles apparues dans l’Univers, des étoiles composées presque entièrement de matériaux libérés par le Big Bang,.
Les étoiles les plus pauvres en fer et de faible masse (M∼ 0,8M⊙) sont plus probablement des étoiles de deuxième génération, des étoiles formées à partir de nuages de gaz enrichis en métaux par les éjectas des premières explosions de supernovæ au cours des toutes premières époques de l'évolution de l'Univers,.
À la fin 2024, aucune étoile de métallicité zéro (étoile de population III) n'a encore été trouvée.

## Système
J1808−5104 est une étoile binaire ultra pauvre en métaux (UMP), dont  l’indice de métallicité [Fe/H] est inférieur à -4, soit 1/10 000 -ème de la métallicité du Soleil.
J1808-5104 fait partie du « disque mince » de la Voie lactée, la partie de la galaxie dans laquelle se trouve le Soleil, mais inhabituelle pour une étoile binaire aussi pauvre en métaux et ancienne. Âgées de 13,53 Ga, elles sont les plus anciennes étoiles du disque mince de la Voie lactée connues, et de plusieurs milliards d'années plus anciennes que la plupart des estimations de l'âge du disque mince de la Voie lactée, qui se serait formé voici 8,8 ± 1,7 Ga,. Cette étoile binaire a une magnitude apparente de V = 11,9, ce qui en fait l’une des plus lumineuses étoiles binaires UMP connues.

## Composante A
La composante principale du système stellaire binaire, 2MASS J18082002−5104378 A, est une sous-géante, plus froide que le Soleil, avec une masse M1 de  0,7599 ± 0,0001 M⊙ et un indice de métallicité [Fe/H], initialement estimé à −4,07 ±0,07  et revu à −3,50 ±0,02.

## Composante B
La seconde étoile, invisible, 2MASS J18082002−5104378 B, que l'on pense être une naine rouge, a une période de révolution P = 34,757 ± 0,010 jour et une masse M2 estimée de 0,14 M⊙, la plaçant près de la limite de combustion de l'hydrogène pour sa composition. Mesurée par sa masse totale en éléments lourds, 2MASS J18082002–5104378 B est l'étoile la plus pauvre en métaux jamais découverte, avec une métallicité totale [M / H] = -3, 84.